# البقر والدجاج (مسلسل)
البقر والدجاج (بالإنجليزية: Cow and Chicken)‏ هو مسلسل رسوم متحركة تم إنتاجه في الولايات المتحدة. بدأ عرضه في سنة 1997 على كرتون نتورك. بلغ عدد مواسم المسلسل 4 مواسم، كما بلغ عدد حلقاته 52 حلقة، وتبلغ مدة الحلقة الواحدة 22 دقيقة. تم بث المسلسل لأول مرة بتاريخ 15 يوليو 1997 بينما تم بث آخر حلقة منه بتاريخ 24 يوليو 1999.

## وصلات خارجية
- البقر والدجاج على موقع IMDb (الإنجليزية)
- البقر والدجاج على موقع ميتاكريتيك (الإنجليزية)
- البقر والدجاج على موقع كينوبويسك (الروسية)
- البقر والدجاج على موقع ألو سيني (الفرنسية)
- البقر والدجاج على موقع قاعدة بيانات الفيلم (الإنجليزية)